# 斯托揚·普羅蒂奇
斯托扬·普罗蒂奇（1857年—1923年) ，是一位南斯拉夫政治家，先后在1918至19年及1920年担任塞尔维亚人、克罗地亚人和斯洛文尼亚人王国的首相。
| 前任： 尼科拉·帕希奇       | 南斯拉夫首相 1918-19 | 繼任： 柳博米爾·達維多維奇 |
| 前任： 柳博米爾·達維多維奇 | 南斯拉夫首相 1920年  | 繼任： 米倫科·韋斯尼奇     |